# Frank Lloyd Wright
Frank Lloyd Wright sinh ngày 8 tháng 6 năm 1867 – 9 tháng 4 năm 1959) – nhà kiến trúc sư người Mỹ, nhà thiết kế nội thất, nhà văn và nhà giáo dục học, người đã thiết kế hơn 1000 cấu trúc và 532 công trình kiến trúc. Wright cho rằng việc thiết kế các cấu trúc phải dựa trên sự hài hòa giữa con người và môi trường xung quanh, một triết lý mà ông gọi là " kiến trúc hữu cơ". Triết lý này được minh họa bởi thiết kế Thác nước (1935), được coi là: " công trình vĩ đại nhất mọi thời đại của kiến trúc Mỹ". Wright là người dẫn đầu trào lưu kiến trúc Prairie và phát triển khái niệm nhà Usonian, tầm nhìn độc nhất vô nhị của ông về quy hoạch đô thị ở Mỹ. 

Các công trình của ông bao gồm các ví dụ nguyên bản và các ví dụ cách tân về các loại hình nhà cao tầng gồm: công sở, trường học, nhà thờ, các tòa nhà cao chọc trời, khách sạn và viện bảo tàng. Wright cũng thiết kế rất nhiều yếu tố nội thất cho các tòa nhà của ông, ví dụ như đồ gia dụng và kính màu. Wright không chỉ là tác giả của 20 quyền sách và rất nhiều bài báo mà còn là giảng viên đại học nổi tiếng ở Mỹ và châu Âu thời đó. Đời tư đầy thăng trầm của ông đã từng là giật tít lớn trên các bài báo và đáng chú ý nhất là trận hỏa hoạn năm 1914 và vụ ám sát tại xưởng vẽ Talies. Dù ông đã được nổi tiếng suốt cuộc đời mình, năm 1991, Wright được Viện Kiến trúc sư Mỹ công nhận là 'kiến trúc sư vĩ đãi nhất mọi thời đại của nước Mĩ".
Năm 2019, một bộ tuyển chọn các tác phẩm của ông đã trở thành di sản thế giới với tên gọi  Kiến trúc thế kỷ 20 của Frank Lloyd Wright.

## Tiểu sử

### Thời niên thiếu
Wright sinh ra tại một thị trấn nông nghiệp ở Richland Center, tiểu bang Wisconsin, Mỹ vào ngày 8 tháng 6 năm 1867, và được đặt tên là Frank Lincoln Wright. Cha ông là một nhà diễn thuyết đáng kính ở địa phương, một giáo viên dạy nhạc, một luật sư phụ động (không thường xuyên) và là một mục sư hay đi đó đây. William Wright gặp gỡ và kết hôn với Anna Lloyd Jones, một giáo viên tỉnh lẻ, vào một năm trước khi ông được nhận vào làm thanh tra của các trường trong hạt. Ban đầu, cha ông là một mục sư rửa tội phái Baptist nhưng sau đó ông gia nhập gia đình vợ theo đức tin Unitarian. Anna thuộc dòng dõi lớn, danh giá và giàu có Lloyd Jones, di cư từ xứ Wales sang Spring Green, WiIsconsin. Một trong những người anh của bà là Jenkin Lloyed Jones, người đã trời thành, một trong những nhân vật quan trọng trong việc truyền đạo Unitarian ở miền Tây Hoa Kỳ.Cả cha mẹ Wright đều là những cá nhân bản lĩnh với những sở thích, thú tiêu khiển đi từ tư chất của 2 người và họ đã truyền đạt lại cho ông. Theo tiểu sử của mẹ ông, bà đã rất mong chờ đứa con cả của mình sẽ lớn lên và xây dựng những tòa nhà tuyệtt đẹp. Bà trang hoàng phòng ngủ của ông bằng những bản vẽ của những nhà thờ Anh xé ra từ những tờ tạp chí để nuôi dưỡng hoài bão của đứa trẻ. Gia đình ông chuyển về Weymouth, Massachusetts năm 1870 để William làm mục sư ở một giáo đoàn nhỏ. 

Năm 1876, Anna viếng thăm triển lãm Centennial ở Philadelphia và thấy các trò chơi trí tuệ khối gỗ xếp hình được trưng bày của Friedrich Wilhelm August Fröbel. Wright rất thích chơi trò chơi khối xếp hình do mẹ ông mua tặng. Trò chơi này bao gồm nhiều khối hình học khác nhau có thể được kết hợp thành nhiều tổ hợp đa dạng để hình thành các tổ hợp không gian ba chiều. Trò chơi này đã đặt nền móng cho quá trình Sau này, Wright đã viết trong hồi ký của mình về ảnh hưởng của trò chơi đó tới quan điểm của ông như sau: " Trong vài năm, tôi ngồi trên bàn nhỏ của trẻ mẫu giáo, và chơi với khối vuông, khối cầu và hình tam giác, những khối hình bằng gỗ cây thích nhẵn đó...tất cả vẫn còn nằm trên những ngón tay tôi đến ngày hôm nay..." Rất nhiều công trình của Wright nổi tiếng do dáng vẻ hình học đặc trưng mà những khối màu gỗ đó thể hiện. 

Gia đình Wright gặp khó khăn về tài chính và phải quay về Spring Green Wisconsin, nơi dòng dõi Lloyd Jones có thể giúp William cha ông tìm được việc làm. Họ định cư ở Madison, nơi William dạy nhạc và làm thư ký cho một công đồng Unitarian mới thành lập. Mặc dù William là một người cha không gần gũi con nhiều, nhưng ông vẫn chia sẻ tình yêu âm nhạc, đặc biệt là các tác phẩm của Johann Sebastian Bach với các con mình. 

Vào năm Wright 14 tuổi, cha mẹ ông ly thân. Anna mẹ ông đã không hài lòng một thời gian khi cha ông không có khả năng gánh vác gia đình và đề nghị ông rời khỏi nhà. Vụ ly dị hoàn tất mọi thủ tục năm 1885 sau khi William kiện Anna về việc bà thiếu thốn tình cảm trong việc chăn gối. William rời Wisconsin sau vụ ly dị và Wright tuyên bố rằng ông sẽ không bao giờ gặp lại cha mình nữa. Thời điểm này ông đổi chữ lót từ Lincoln thành Lloyd theo dòng dõi của mẹ ông, Lloyd Jonneses. Với vai trò là người đàn ông duy nhất trong gia đình, Wright gánh vác trọng trách tài chính cho mẹ và 2 người chị em.

### Học vấn và quá trình làm việc cho Silsbee (1885–1888)
Wright học ở một trường phổ thông ở Madison nhưng không có bằng chứng nào cho thấy ông đã từng tốt nghiệp. Năm 1886, Ông được nhận vào học và bắt đầu con đường học hành của mình tại trường Đại học Wisconsin như một học sinh đặc biệt, tại đây, ông là thành viên của hội huynh đệ Phi Delta Theta.Ông học các khóa học bán thời gian trong 2 học kỳ và làm việc với giáo sư kỹ thuật dân dụng Allan D. Conover.

Năm 1887, ông rời trường mà không nhận bằng (dù vậy, ông được chứng nhận bằng tiến sĩ danh dự ngành Mỹ học từ trường năm 1895) và đến Chicago tìm việc làm. Do vụ hỏa hoạn lớn ở Chicago năm 1871 và sự bùng bổ dân số trong những năm đó, việc công cuộc phát triển cơ sở hạ tầng đang tràn ngập cả thành phố. Ông sau này nhớ lại kể rằng ấn tượng đầu tiên của ông về thành phố Chicago là những khu nhà đầy bụi, cáu bẩn, những con đường đông đúc và kiến trúc đáng thất vọng, nhưng ông rất quyết tâm tìm việc làm. Trong vài ngày, sau khi được phỏng vấn với vài công ty nổi tiếng, ông được nhận vào làm thợ thiết kế cho một công ty kiến trúc của Joseph Lyman Silsbee. Wright đã từng hợp tác trước đó với Silsbee- khi đó là thợ thiết kế và giám sát công trình – trong nhà thờ nhỏ Unity với gia đình Wright ở Spring Green, Wisconsin. Nhưng trong khi làm trong công ty đó, ông Wright còn làm cho 2 dự án gia đình khác: All Souls Church ở Chicago cho chú ông, Jenkin Lloyd Jones, và Hillside Home School I ở Spring Green cho 2 dì của ông. Những thợ thiết kế khác làm cho Silsbee năm 188 còn có các nhà kiến trúc sư sau này như: Cecil Corwin, George W. Maher, và George G. Elmslie. Wright nhanh chóng kết bạn Corwin, người mà ông đã ở cùng cho đến khi ông tìm được một căn nhà ổn định. 

Trong hồi ký của mình, Wright kể lại ông cũng đã có khoảng thời gian ngắn làm việc cho 1 công sở kiến trúc khác ở Chicago. Cảm thấy bị trả lương không tương xứng cho công việc của mình ở Silsbee (8 đô/ tuần), anh thợ thiết kế trẻ bỏ việc và làm nhà thiết kế cho các công ty Beers, Clay, and Dutton. Tuy nhiên, Wright nhanh chóng tự nhận ra mình không đủ sức với những thiết kế của mình, ông bỏ việc mới và quay về với Joseph Silsbee- lần này, ông được tăng lương.

Dù Silsbee khăng khăng bám vào mỗi kiến trúc Victorian và kiến trúc phục hưng, Wright lại thấy các công trình của mình "duyên dáng như tranh vẽ" hơn là hung ác tàn bạo của thời kì đó. Vậy nhưng Wright vẫn khao khát làm việc tiến bộ hơn. Sau gần 1 năm làm cho Silsbee, Wright biết được rằng công ty của Adler & Sullivan đang tìm một người " có thể hoàn thành các bản vẽ nội thất bên trong một tòa giảng đường". Wright thể hiện với họ rằng ông là một người có đủ khả năng và ấn tượng với các của thiết kế trang trí của Louis Sullivan, và trong 2 buổi phỏng vấn ngắn sau đó, ông nói là một người học nghề trong công ty.